# Наан
Наан (англ. naan, гінді नान, пенджаб. ਨਾਨ) — пшеничний корж, страва індійської національної кухні. Крім того, страва широко поширена в Афганістані, Ірані, Пакистані, Узбекистані, Таджикистані і прилеглих регіонах. У тюркських мовах (наприклад, узбецькою та уйгурською), хліб відомий як Нан.

## Опис
Основу коржа становить прісне пшеничне тісто. Як начинку можуть використовувати різні добавки на зразок фаршу з баранини, овочів, сиру чи картоплі. З приправ і пряностей використовуються зіра, чорнушка.
Зазвичай наан подається гарячим, із гхі чи маслом. Може вживається разом з супами, чаєм або як основна страва. Можуть додаватися родзинки та спеції. Наан може використовуватися як основа для піци. Також хліб використовується у бургерах.

## Галерея

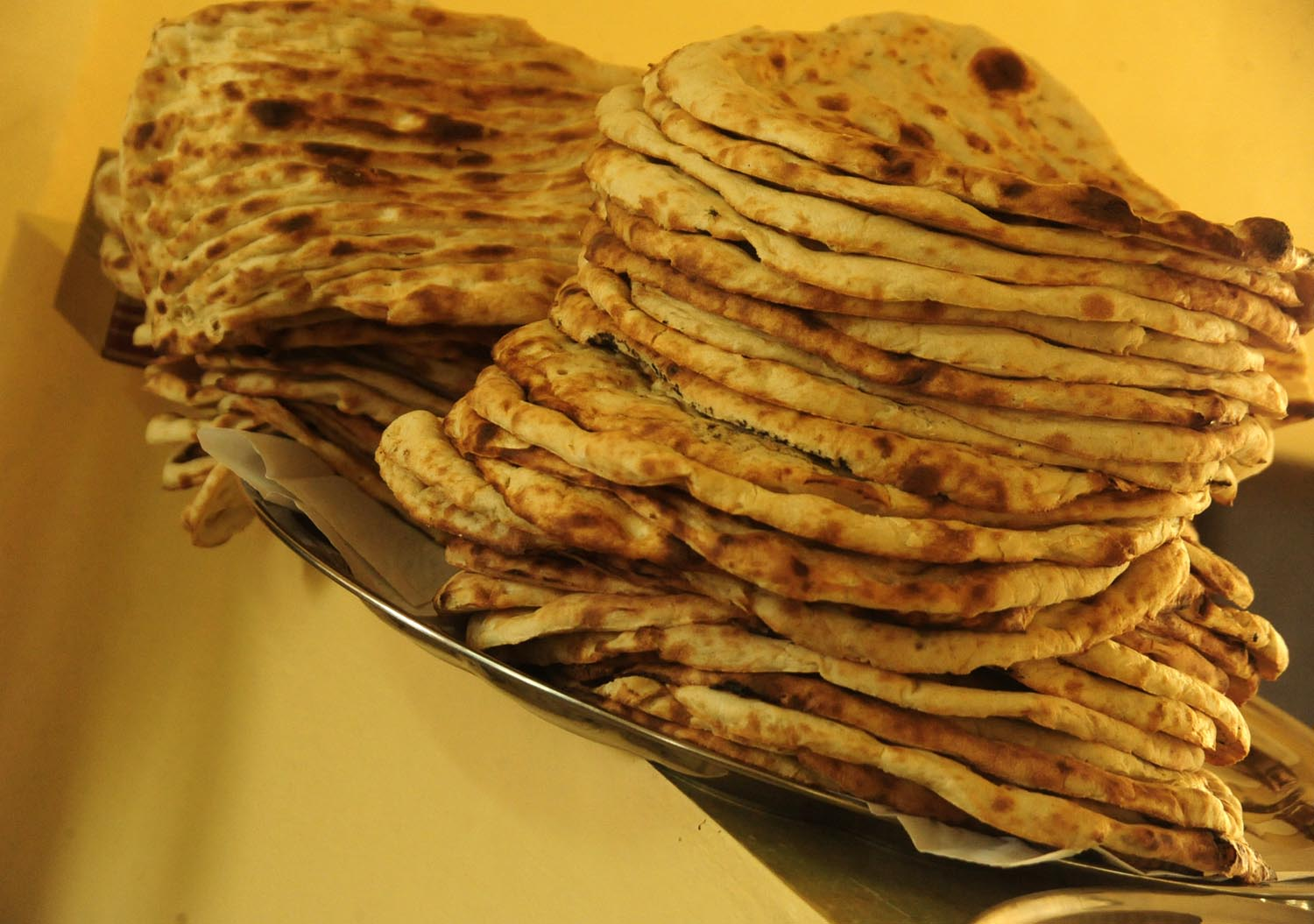
Афганський Наан
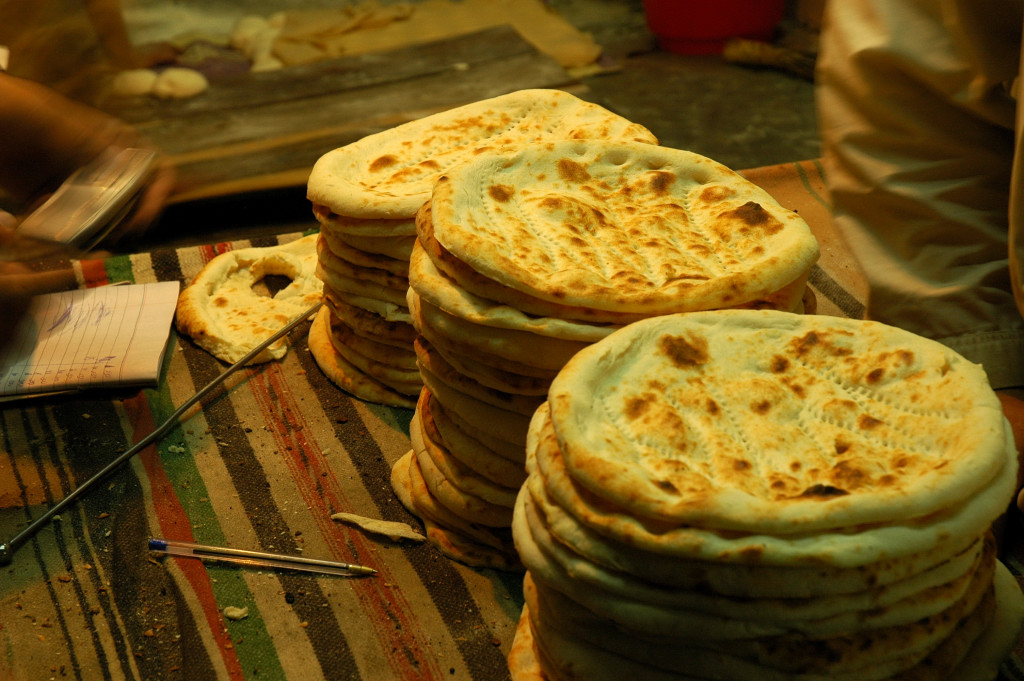
Свіжоспечений наан у тондирі (Карачі, Пакистан)
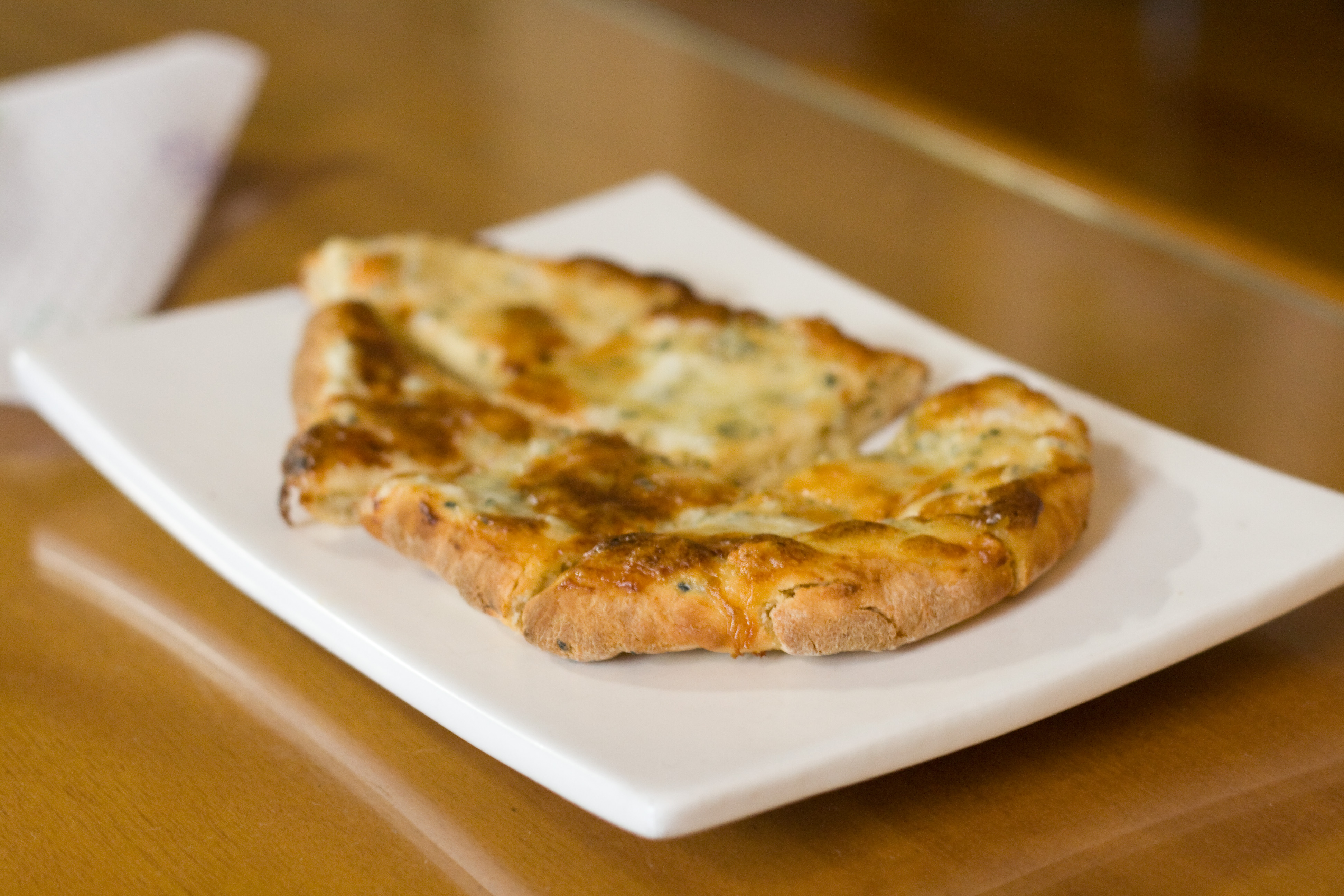
Сирний наан
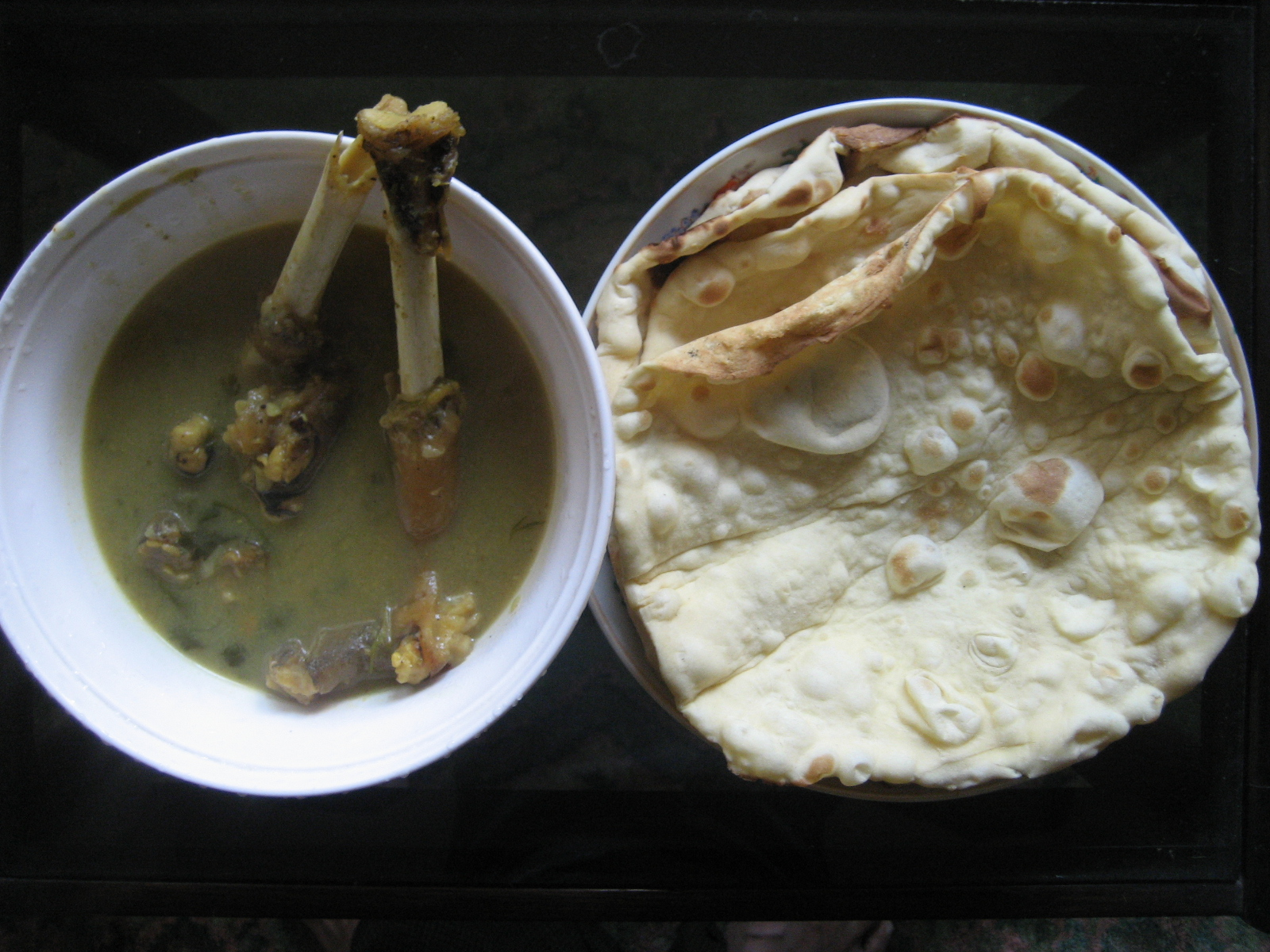
Наан пайя та суп із баранини, який іноді подають на сніданок у М'янмі